# Юганов, Алексей Васильевич
Алексей Васильевич Юганов (25 марта 1891, Тверь — 5 сентября 1983, Москва) — советский архитектор.

## Биография
Алексей Юганов родился в Твери 25 марта 1891 года. В возрасте 20 лет начал работать на строительстве. В 1915 году окончил два курса Петроградского института гражданских инженеров, после чего занимался проектированием жилых и общественных зданий. Ещё будучи студентом участвовал в постройке кинотеатра «Вулкан» в Твери. Принимал участие в Первой мировой и Гражданской войнах. В 1921 году демобилизовался из РККА. В 1926 году окончил МВТУ со званием инженера-архитектора.
Работал в мастерской № 8 Моспроекта (с 1929 по 1934 год — её руководитель). Спроектировал и построил около 50 зданий, большинство из которых в Москве. Принял участие в ряде конкурсов: проект Дома Советов в Дзержинске (1929, 2-я премия), переустройство Манежа под зал Съездов на 5000 мест (1932, 1-я премия). С 1934 по 1941 работал в мастерской № 9 Моссовета, был заместителем её руководителя П. А. Голосова.
В 1944 году вступил в Союз архитекторов СССР. С 1941 по 1975 год являлся руководителем созданного им при Союзе архитекторов и Центральном доме архитекторов архитектурного кабинета. Занимался сбором проектов, фотографий, негативов и рисунков архитекторов. Организовывал выставки в СССР и за рубежом. Был постоянным членом Художественного совета Центрального дома архитекторов. Являлся делегатов всех съездов Союза архитекторов и конференций Московского отделения Союза архитекторов. В 1975 году вышел на пенсию, но продолжил заниматься творчеством. Работал над завершением ранее начатых научных трудов, посвящённых практике комплексной застройки Москвы. Собирал воспоминания современников об архитектуре конца XIX — начала XX веков.
Жил в Москве по адресу: Большой Спасоглинищевский переулок, дом 6. Умер 5 сентября 1983 года. Похоронен на Ваганьковском кладбище.
В свободное время Алексей Юганов занимался живописью и графикой. Организовал при народном музее в деревне Дютьково (Звенигород) художественный кружок. В 1998 году графические работы архитектора были подарены Дютьковскому музею С. И. Танеева зятем Юганова, пианистом А. А. Егоровым.

## Реализованные проекты

### В Москве
- Здание Моспроекта на Ленинградском проспекте (1929)[9][1][4]
- 2-й Часовой завод (1930)[9][4]
- 4-й хлебозавод[4]
- Универмаг у Крестьянской заставы[1][9]
- Здание Аптекоуправления[4]
- Лабораторный корпус Военно-воздушной академии на Ленинградском проспекте[1]
- Три производственных корпуса ЦАГИ[4]
- Здание Института геофизики[4]
- Здание управления фабрики «Парижская коммуна»[1]
- Гараж комбината «Правда» (совместно с Н. С. Вальднером)[4]
- Жилые дома у Никитских ворот[4]
- Жилые дома на Ленинградском проспекте[4]
- Жилые дома на Мытной улице[4]
- Жилые дома на улице Горького, неподалёку от площади Маяковского[4]
- Жилые дома у Краснохолмского моста[4]
- Комплекс коттеджей на Беговой улице[4]

### В других городах
- Кинотеатр «Вулкан» в Твери (1915)[4]
- Жилые дома в Сатке и Теберде[1]
- Жилые дома во Владимире (совместно с О. И. Брайцевой)[4]
- Электростанции в Чите, Дзержинске и Краснодаре (1928)[4][1]

## Семья
- Дочь — Ксения Алексеевна Юганова (1930—1997) — виолончелистка[5].

## Публикации
- Часовой завод в Москве // Строительство Москвы. — 1929. — № 9.